# Тлумацький повіт (Королівство Галичини та Володимирії)
Тлумацький повіт (нім. Bezirk Tłumacz, пол. Powiat tłumacki) — історична адміністративна одиниця на українських землях, що входила до складу Австро-Угорщини, Західно-Української Народної республіки, Польщі, УРСР і Третього Райху. Повіт існував у період з 1854 до 1944 року. Адміністративним центром було місто Тлумач.

## Історія
Утворений 1854 року з 26 громад (гмін). 1867 року в ході адміністративної реформи до нього приєднано Тисменецький повіт з 26 громадами (однак у судовій структурі зберігся попередній поділ і Тисменицький судовий повіт), а також передано громади Бобрівники, Довге, Комарівка, Лядське, Лука, Межигір'я, Новосілка, Петрилів, Рошнів, Стриганці, Тростянці, Устя-Зелене і Юрківка з ліквідованого Монастириського повіту та громади Милування і Вільшаниця з Галицького повіту. Таким чином Тлумацький повіт охоплював територію нинішніх Тлумацького та частково Коломийського, Монастириського і Тисменицького районів і в практично такому вигляді існував до 1944 року.
Станом на 1879 рік, повіт налічував 60 населених пунктів, розподілених по 52 кадастрових кварталах.
На території повіту діяли два повітові суди — у Тлумачі та Тисмениці. 1 листопада 1897 р. утворений Отинійський судовий повіт, котрий охоплював 19 громад Тлумацького повіту.
У листопаді 1918 року повіт увійшов до Західноукраїнської Народної Республіки.
Після того, як наприкінці жовтня 1865 року окружні управління були скасовані, а їх компетенція перейшла до районних управлінь, після Австро-Угорського компромісу 1867 року поділ країни на дві адміністративні області було скасовано. Крім того, розмежування політичної та судової адміністрації призвело до створення окремих адміністративних та судових органів. Хоча судовий поділ залишився в основному недоторканим, громади кількох судових округів були об’єднані в адміністративні округи.
Новий Тлумацький політичний округ був утворений із таких округів:
- Тлумацький район (26 гмін);
- Тишменський район (26 гмін);
- Частини Монастирського району (гміни Бобровники, Долге, Юрківка, Комарівка, Ладзкі, Лука, Мєдзиґуж, Новосіулка, Петрилов, Рожнюв, Стричанче, Тросцянець та Усьце Зєлоне);
- Частини Галицького району (муніципалітети Міловане та Ольшаниця).

1 листопада 1897 року розпочав роботу Оттинський судовий округ.
За переписом населення 1910 року район Тлумач складався з 67 громад і 60 маєтків і займав площу 952 км². Якщо населення в 1900 році становило 108 806 осіб, то в 1910 році тут проживало 116 066 осіб. Більшість людей, які проживали в цьому районі, говорили русинською (72%) і були греко-католиками, тоді як євреї становили близько 8% населення.